# Giovanni Battista da Montesecco
Giovanni Battista da Montesecco (Serra de' Conti (AN), ante 1450 – Firenze, 4 maggio 1478) è stato un condottiero italiano.

## Biografia
Nato a Serra de' Conti ()AN) prima del 1450 da Perfetto di Amico, esponente della piccola nobiltà locale e da una nobildonna della famiglia Arnolfi di Montesecco (Pergola), famiglia che avrà un ruolo importante nella città di Fano. Era il fratello del condottiero Leone da Montesecco, che sarà anche lui al servizio di Sisto IV con il grado di comandante della guardia papale. Un cronista del '500 riferisce che ....avvegna che essendo la madre rimasta vedova ed esso fanciullo si ritirarono a Montesecco, dove i supoi erano signori, essendo allevato e nutrito ivi fu chiamato Montesecco.
Nel 1469 entrò al servizio dello Stato Pontificio e prese parte in agosto alla battaglia di Mulazzano contro Roberto Malatesta con una squadra di lance spezzate, un reparto scelto affidato spesso ad un piccolo condottiero privo di sostante. Qui venne ferito insieme ad altri capitani e la vicenda gli fornì l'occasine per mettersi in evidenza. Così quando nel 1471 fu eletto papa Sisto IV Della Rovere venne premiato con l'assegnazione del comando del presidio di fanteria di Castel Sant'Angelo a Roma.
Nel giugno del 1474, al servizio di Papa Sisto IV, partecipò all'assedio di Città di Castello con Pino III Ordelaffi, inviato dal papa in difesa del nipote card. Giuliano Della Rovere contro Nicolò Vitelli. All'impresa partecipò anche l'altro nipote Girolamo Riario, che prese al suo servizio il Montesecco e che fra l'altro nel 1477 lo condusse con se'  a Faenza al comando di una squadra per difendere Carlo II Manfredi dalle truppe del fratello Galeotto. 
Ma ormai stava maturando la vicenda che avrebbe dato a Giovanbattista grande notorietà, ma che lo avrebbe portato ad una fine tragica. Nel 1478 gli venne proposto di partecipare alla famosa Congiura dei Pazzi contro i Medici di Firenze, voluta dal banchiere fiorentino Francesco de' Pazzi per abbattere la signoria medicea. Vi partecipavano il conte Girolamo Riario per l'ambizione di ampliare i propri domini e lo stesso Papa, che sentiva come una minaccia il crescente potere dei Medici. Giovanbattista già dall'anno precedente risulta che fosse nuovamente capitaneus palatii apostolici , cioè della guardia personale del Papa. Il Montesecco inizialmente si mostrò piuttosto riluttante e dubbioso sull'esito dell'impresa, ma poi fu convinto sia per il vantaggio che avrebbe arrecato al suo signore il conte Rairio, sia per il consenso dato dal Papa, sia infine per la promessa di una lauta ricompensa. 
Giambattista non fu un semplice esecutore o un sicario come qualcuno vorrebbe far credere. A Roma più volte incontrò il Papa insieme agli altri congiurati e fu anche inviato più volte a Firenze ad incontrare i Pazzi e presso Lorenzo dei Medici con vari pretesti per conoscere il personaggio. Gli fu chiesto di partecipare personalmente all'assassinio, inizialmente organizzato mediante la somministrazione di un veleno ad un banchetto (al quale però Giuliano de' Medici non si recò), poi tramite un assalto con i pugnali durante la messa del giorno seguente. Giovanni Battista si rifiutò di compiere un atto tanto efferato, per di più in una chiesa durante una liturgia religiosa, e fu sostituito da due preti non esperti in fatti d'arme, Stefano da Bagnone e il vicario apostolico Antonio Maffei. Essi fallirono per la poca esperienza nell'esecuzione del delitto e la mancata uccisione di Lorenzo segnò la condanna di tutti coloro che vi avevano preso parte. 
Giambattista il giorno stabilito lasciò Imola con 30 balestrieri a cavallo e 50 fanti e si recò a Firenze col pretesto di essere diretto a Montone per assediare Carlo Fortebraccio, ma il ritardo delle truppe militari di appoggio provenienti da Città di Castello e Forlì lasciò il Montesecco impotente e isolato in una città, che invece di sollevarsi come speravano i congiurati rimase indifferente o addirittura ostile, tanto che i Medici ne ripresero in breve il controllo. A Giovanni Battista non restò che cercare di salvarsi dalla disfatta, rifugiandosi in un monastero benedettino, ma fu trovato e catturato dai soldati fiorentini, mentre molti dei suoi fanti furono presi e  fatti a pezzi lo stesso giorno o  impiccati i giorni seguenti insieme a molti dei cospiratori. 
Giambattista fu messo in prigione e per il suo ruolo di uomo d'arme estraneo alla vicenda politica ebbe una sorte più onorevole rispetto a molti congiurati. Infatti fu decapitato la sera del 4 maggio nel Palazzo del Bargello e la sua testa fu collocata a monito sul portone dell'edificio. Ma durante la prigionia aveva acconsentito a scrivere una sua memoria sulla vicenda, che poi fu pubblicata a stampa il 12 agosto dello stesso anno e che costituisce tuttora la principale testimonianza della congiura.  